# Dennis DeYoung
Dennis DeYoung (* 18. února 1947) je americký zpěvák, skladatel, hudebník a producent, známý jako zakládající člen skupiny Styx a sólový zpěvák a klávesista skupiny z období 1970 až červen 1999.
Je uváděn jako autor většiny písniček skupiny Styx a sedmi singlů z osmi, které skupina měla v hitparádě Billboard Top 10 singles.

## Životopis
Vyrůstal v Chicagu ve čtvrti Roseland a svou hudební kariéru začal jako zpěvák, když v roce 1961 spolu se svými sousedy, Chuckem Panozzem a Johnem Panozzem, založil tříčlenné combo. K trojici se později přidal kytarista James Young a John Curulewski, aby koncem 60. let zformovali skupinu Tradewinds. Skupina se pak v roce 1968 přejmenovala na TW4 a v roce 1970 na Styx.
Před tím, než se skupina stala úspěšnou, působil DeYoung na základních školách jižních předměstí Chicaga, kde vyučoval hudbu. Během tohoto období skupina odehrála bezpočet představení na různých menších místech a pro školní posluchače, kdy si zdokonalovali svoje řemeslo a než je píseň "Lady" zařadila mezi národní a posléze mezinárodní hvězdy.
V lednu 1970 se DeYoung oženil se svou dlouholetou láskou Suzanne Feusi. Narodilly se jim dvě děti, dcera Carrie Ann a syn Matthew. Suzanne DeYoung často doprovázela svého manžela na koncertních cestách a někdy s nimi cestovaly i jejich děti, což přispívalo ke stabilizaci rodiny.
DeYoung je horlivým fanouškem Chicago White Sox.

## Styx (1970–84)
Ve skupině Styx působil DeYoung jako sólový zpěvák, klávesista, hráč na akordeon, producent a skladatel. Od prvního komerčního úspěchu se singlem "Lady" z roku 1972, se stal autorem nejvíce hitů skupiny.
Je uváděn jako autor většiny písniček skupiny Styx a sedmi singlů z osmi, které skupina měla v hitparádě Billboard Top 10 singles, autorem osmého singlu, "Too Much Time on My Hands" byl Tommy Shaw.
Jako klávesista-samouk se DeYoung brzy stal významným rockovým klávesistou. V lednovém čísle magazínu Contemporary Keyboard z roku 1981 DeYoung popisoval několik kroků, které učinil během své kariéry klávesisty: Nikdy před tím nehrál na akustické piano až do roku 1972, kdy Styx nahrávali píseň "Lady"; v roce 1979 v kamarádově studiu nahrál stopu k písni "Babe", na elektrickém pianu Rhodes, kterého se nikdy před tím ani nedotkl; zvláštní pocit pro něho byl, když v písni "Boat on the River" hrál po delší době znovu na akordeon a zjistil, jak malé jsou klávesy nástroje pro jeho prsty.

## Diskografie

### Styx

#### Studiová alba
- Styx (1972)
- Styx II (1973)
- The Serpent Is Rising (1973)
- Man of Miracles (1974)
- Equinox (1975)
- Crystal Ball (1976)
- The Grand Illusion (1977)
- Pieces of Eight (1978)
- Cornerstone (1979)
- Paradise Theatre (1981)
- Kilroy Was Here (1983)
- Caught in the Act (Live, 1984)
- Edge of the Century (1990)
- Return to Paradise (Live, 1997)
- Brave New World (1999)

#### Kompilace
- Best of Styx (1980)
- Styx Classics Volume 15 (1987)
- Styx Greatest Hits (1995)
- Styx Greatest Hits Part 2 (1996)
- Come Sail Away - The Styx Anthology (2004)
- The Complete Wooden Nickel Recordings (2005)

### Solo

#### Studiová alba
- Desert Moon (1984)
- Back to the World (1986)
- Boomchild (1989)
- 10 on Broadway (1994)
- The Hunchback of Notre Dame (1996)
- The Music of Styx - Live with Symphony Orchestra (Live, 2004)
- One Hundred Years from Now (2007/2009)
- Dennis DeYoung And The Music of Styx - Live in Los Angeles (Live, 2014)

#### Kompilace
- The Ultimate Collection (1999)

### Video
- Caught in the Act (1984)
- Return to Paradise (1997)
- Dennis DeYoung – Soundstage (2003)
- Symphonic Rock Music of Styx (2003)
- The Best of Styx – 20th Century Masters (2004)
- The Best of Dennis DeYoung – 20th Century Masters (2005)

### Ostatní
Hudba napsaná DeYoungem, která se objevila v následujících filmech:
- Kilroy Was Here (1983)
- The Karate Kid, Part II (1986)
- The Virgin Suicides (1999)
- Big Daddy (1999)
- Detroit Rock City (1999)
- Austin Powers in Goldmember (2002)
- Old School (2003)
- Shrek 2 (2004)
- The Perfect Man (2005)

Hudba, kterou napsal DeYoung nebo se objevila v následujících jevištních provedeních:
- "Pilate and Jesus" (Jesus Christ Superstar) (1993) (Music: Andrew Lloyd Webber; Lyrics: Tim Rice)
- "Pilate's Dream" (Jesus Christ Superstar) (1993) (Music: Andrew Lloyd Webber; Lyrics: Tim Rice)

Hudba napsaná DeYoungem a použitá v TV představeních. Nejvýznamnější z nich jsou:
- The Simpsons
- My Name is Earl
- Arrested Development
- That '70s Show
- Freaks and Geeks
- Dharma and Greg
- ER
- Chuck
- King of Queens
- Sex and the City
- South Park
- Family Guy
- The Office
- It's Always Sunny in Philadelphia
- Glee
- Modern Family
- The Goldbergs